# Kolumnist
Kolumnist je novinar koji redovito piše kolumne u novinama ili blogovima na Internetu.
Neki čitatelji čitaju publikaciju uz očekivanje da čitaju novi esej određenog pisca koji nudi svoja osobna gledišta.
Neki kolumnisti objavljuju u dnevnim novinama, a kasnije taj materijal objavljuju kao zbirku u knjizi. 
Kolumne najčešće imaju lako prepoznatljivo zaglavlje ili pak prepoznatljiv potpis autora. Izvješća ili komentari se obično bave određenim područjem kao što je politika, glazba ili kazalište.
Popularne kolumne hrvatskog tiska su npr. ona Tanje Torbarine u Globusu (prije 1990. u Danas-u), Milana Ivkošića u Večernjem listu i Ante Tomića u Jutarnjem listu.